# جزیره لازاروا
جزیره لازاروا (روسی: Остров Лазарева) جزیره‌ای در دریاچه آرال و ناحیه قره‌قالپاقستان کشور ازبکستان است.
این جزیره به نام میخائیل لازارف جهانگرد روس در سال ۱۸۴۹ میلادی نامگذاری شد.